# Harry Lien
Halvard „Harry“ Lien (* 15. Mai 1896 in Holt, Norwegen; † 19. September 1978 in Chicago) war ein US-amerikanischer Skispringer.
Lien wurde in Norwegen geboren, emigrierte 1914 aber in die Vereinigten Staaten. Während des Ersten Weltkrieges war er Angehöriger der US-Armee. In den Vereinigten Staaten begann er nach dem Krieg mit dem Skispringen beim Norge Ski Club in Chicago. Bei den Olympischen Winterspielen 1924 in Chamonix erreichte er von der Normalschanze den 16. Platz. Nach seiner aktiven Karriere war Lien beim Aufbau der Skisprungschanzen in Hayward, Duluth und Iron Mountain beteiligt.
1969 wurde er in die US Ski Association’s Hall of Fame aufgenommen.